# Abba (singolo)
Abba (in sardo: Acqua) è un singolo del cantante italiano Beppe Dettori, scritto da Dettori con Alessandro Carta e Luca Chiaravalli, estratto dall'album Abba e pubblicato il 16 gennaio 2015.

## Descrizione
Scritto a un anno dalle alluvioni ed esondazioni che avevano colpito la Sardegna il 18 novembre 2013, il testo è una sorta di preghiera dedicata all'acqua.
Il brano nasce all'interno di un progetto che prevede una raccolta fondi, tramite la vendita del brano, da destinare a finanziare la creazione del Museo multimediale di Bitti, dedicato al canto a tenore. Il museo era già stato finanziato, ma a causa dell'alluvione del 2013 i fondi erano stati destinati all'emergenza.

## Formazione
- Beppe Dettori:  voce, chitarra
- Tenores di Bitti Remunnu 'e Locu: coro
- Paolo Fresu: flicorno
- Manuel Rossi-Cabizza: fisarmonica, pianoforte e percussioni
- Raoul Moretti: arpa celtica
- Rosella Cazzaniga basso,
- Pietro Pizzi: batteria
- Giovannino Porcheddu: chitarra